# Axel Thufason
Martin Axel Thufason (Copenaghen, 11 novembre 1889 – Copenaghen, 25 dicembre 1962) è stato un calciatore danese.

## Carriera

### Nazionale
Prese parte, con la sua Nazionale, ai Giochi olimpici del 1912 dove vinse la medaglia d'argento.

## Palmarès

### Nazionale
- Argento olimpico: 1

Stoccolma 1912